# Anaxagorea acuminata
Anaxagorea acuminata (Dunal) A.St.-Hil. ex A.DC. – gatunek rośliny z rodziny flaszowcowatych (Annonaceae Juss.). Występuje naturalnie w Peru, Kolumbii, Wenezueli, Gujanie, Surinamie, Gujanie Francuskiej oraz Brazylii (w stanach Amazonas, Amapá, Pará i Roraima). 

## Morfologia
PokrójZimozielone drzewo lub krzew dorastające do 20 m wysokości.
LiścieMają kształt od owalnego lub odwrotnie owalnego do eliptycznego. Mierzą 6–36 cm długości oraz 2–12 szerokości. Są owłosione od spodu.
KwiatySą zebrane w pęczkach. Rozwijają się na łodygach kwiatowych. Mają brunatną lub żółtawą barwę.

## Biologia i ekologia
Rośnie w wiecznie zielonych lasach. Występuje na wysokości do 500 m n.p.m.